# Île Charlton
Pour les articles homonymes, voir Charlton.
L'île Charlton fait partie de l'archipel arctique canadien dans la baie James au Nunavut et fait partie de la région du Qikiqtaaluk. Elle est située au nord-ouest de l'embouchure de la rivière Rupert et il s'agit de la région la plus australe du Nunavut.
Le capitaine gallois Thomas James, qui a donné son nom à la baie James, y a hiverné en 1631 et a donné à l'île le nom du roi Charles.